# 都筑有梦路
都筑有梦路（日语：／ Tsuzuki Amuro，2001年4月5日—）是一名日本女子冲浪运动员。她曾代表日本参加2020年夏季奥林匹克运动会冲浪比赛，获得女子短板铜牌。